# トーラス・ジャッジ
トーラス・ジャッジ（英: Taurus Judge）は、ブラジルのトーラス社が開発した回転式拳銃である。

## 概要
2007年に対カージャック用、およびホームディフェンス用として発売され、シリンダーが前後に長い独特のフレームを持ち、ショットシェルの中では最小である.410ゲージを使用できるリボルバーである。
当初はM4410とM4510のモデルがあったが、後にM4410は製造中止となり、以降に登場するモデルはM4510がベースとなる。
本銃はショットシェルこそ使用できるが、アメリカの全国銃器法のもとでは規制対象となる短銃身の散弾銃ではなく、あくまで拳銃という扱いになる。しかし、カリフォルニア州の法律のもとでは例外的に短銃身の散弾銃として規制されることとなる。

## 特徴
ブルーイングフィニッシュ（旧モデル）、またはマットブラックフィニッシュ（現行モデル）のスチール製、もしくはステンレス製のフレーム等のボディーは全長の長い.410ゲージショットシェルを装填するため、前後に長いロングシリンダーを採用していることから、フレーム自体も前後に長い。使用弾薬においては、.45ロング・コルト弾も使用できる。
銃身長は3インチ、もしくは6インチ（パブリック・ディフェンダーシリーズは2.5インチ）で、サイトはリアサイトが抜き撃ちに適したスリットタイプ、フロントサイトが視認性の高いファイバータイプで、黒いラバーグリップ（モデルによっては右側にクリムゾントレース・レーザーサイトを備えている）を標準装備している。安全面に関してはインターナル・セーフティとして、トランスファー・バー・メカニズムが設けられている。

## 派生型
各モデルそれぞれ、銃身長は3インチ、もしくは6インチで（パブリック・ディフェンダーシリーズは除く）、フレームの素材がブルーイングフィニッシュ、またはマットブラックフィニッシュのスチール製、ステンレス製のモデルが存在（M513 レイジング・ジャッジはステンレス製モデルのみ）。

### M4510 パブリック・ディフェンダー

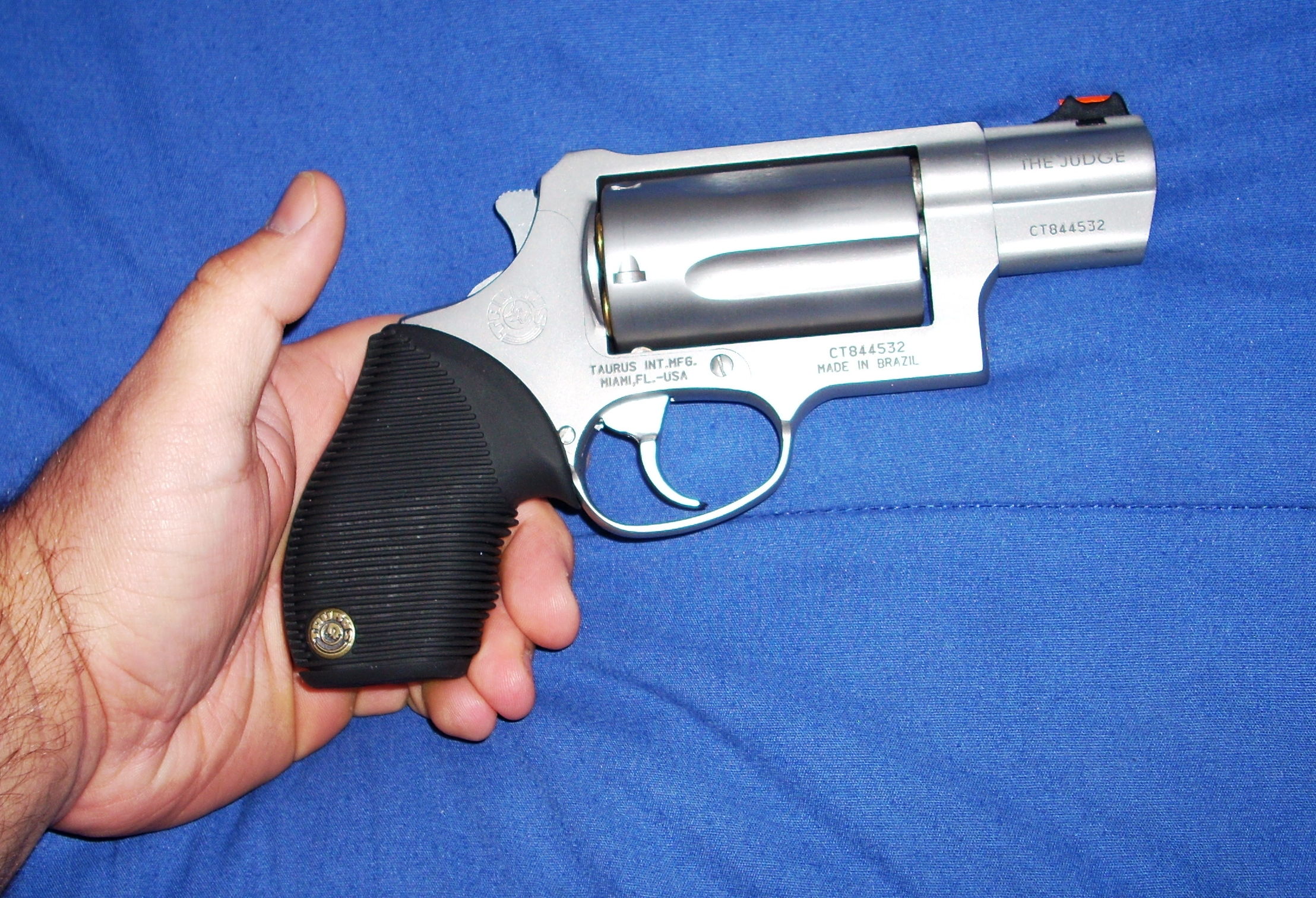

2009年にコンシールドキャリー用として発表されたシリーズで、2.5インチのスナブノーズバレル、小型化されたハンマーを備えており、ブラックポリマーモデルも存在し、そちらには銃身上面にベンチレーテッドリブが追加されている。

### M513 ジャッジ・マグナム

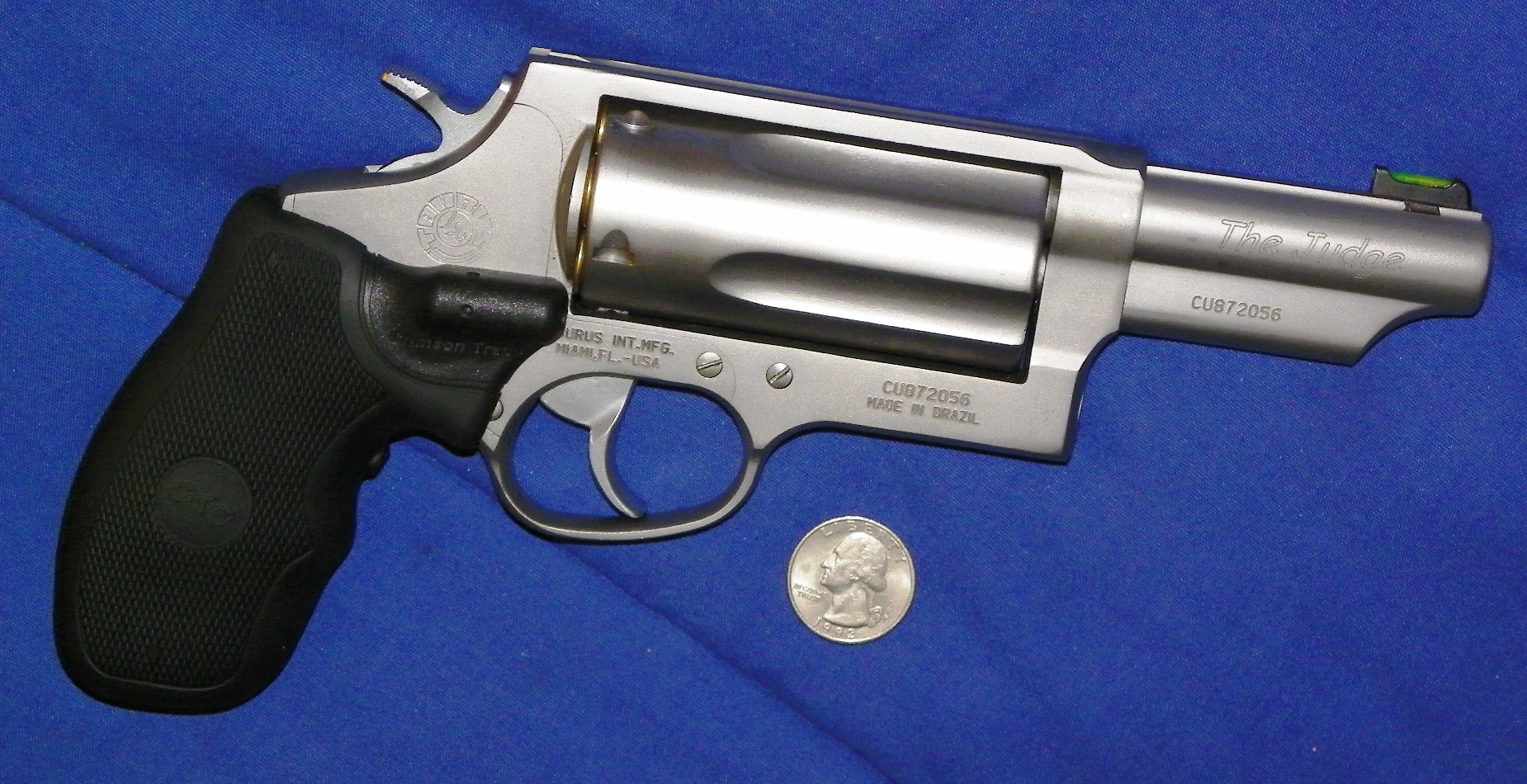
クリムゾントレースレーザーグリップを備えたステンレスモデルのジャッジ・マグナム

2008年に発売されたモデルで、装弾数が6発に増え、使用弾薬においては.410ゲージ弾は通常の2.75インチショットシェルのほか、より強力な3インチマグナムショットシェルが使用できる。

### M513 レイジング・ジャッジ

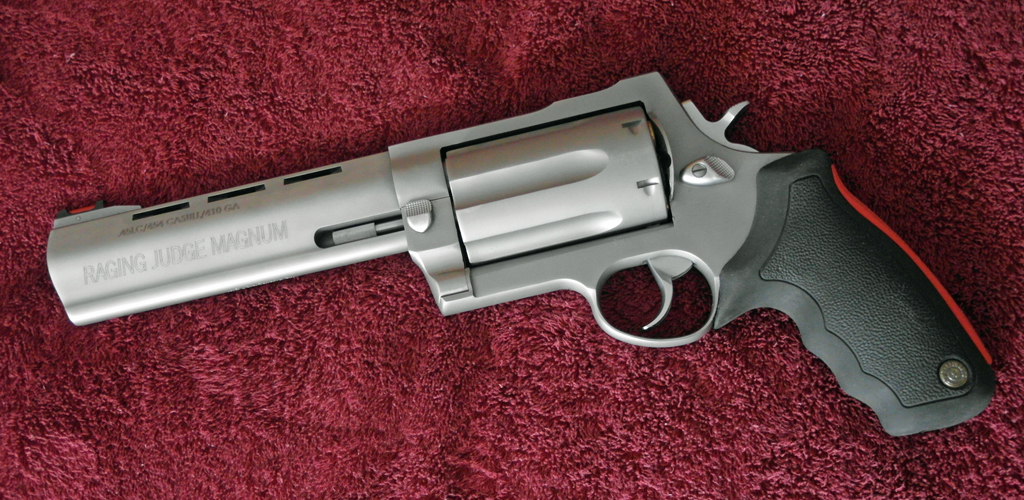

2011年にジャッジ・マグナムから更新されたモデルで、赤いバックストラップ付きのラバーグリップやマグナポート、ベンチレーテッドリブを備えたブルバレル等、同社のマグナムリボルバーであるトーラス・レイジングブルを踏襲したデザインとなっている。

### サーキット・ジャッジ・カービン

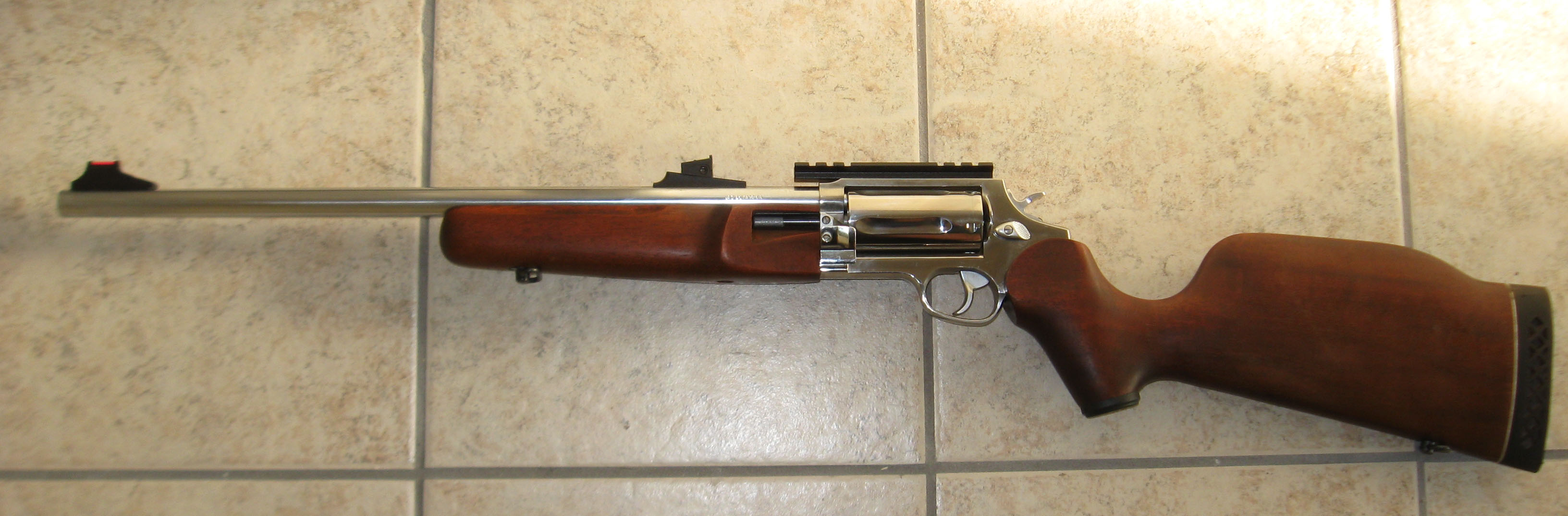
ステンレスモデルのサーキット・ジャッジ

提携企業であるアマデオ・ロッシー社との共同で開発され、同社より発売された18.5インチのロングバレル、木製のハンドガード、及びモンテカルロストック、マウントレールを備えたリボルビング・ライフルモデル。リボルバー特有の欠点に数えられるシリンダーギャップから吹き出す燃焼ガスから射手を守るため、それ自体を埋めるブラストシールドが装着される。